# Bob Wilson (cestista)
Robert Wilson, detto Bob (Clarksburg, 8 marzo 1926 – Newark, 26 agosto 2014), è stato un cestista statunitense, professionista nella NBA.